# Manuel Flix i Ferreró
Manuel Flix i Ferreró, doctor en dret, va tenir un paper destacat en la política barcelonina del segle xviii. Consta com a assessor del braç reial a les Corts de Barcelona (1701). Nomenat membre de la Coronela de Barcelona, va votar rendir-se a les tropes borbòniques durant el debat de la Junta de Braços de 1713. Malgrat no compartir la decisió final que optava per la "guerra a ultrança", Flix va organitzar la defensa de la ciutat, mobilitzant amplis sectors de la població i encarregant-se del control del sector dels Caputxins. Es van confiscar els seus béns després del conflicte pel seu suport al govern municipal.